# معاملة المثليين في كوبا
تعترف كوبا بزواج المثليين بموجب قانون الأسرة الكوبي الجديد الذي صودق عليه باستفتاء شعبي في سبتمبر 2022، الذي يعرف الزواج نفسه بأنه ارتباط بين شخصين، دون تحديد الجنس.
في الماضي واجه الأشخاص من المثليين والمثليات ومزدوجي التوجه الجنسي والمتحولين جنسياً (اختصاراً: LGBT) في كوبا تحديات قانونية لا يواجهها غيرهم من المغايرين جنسيا، وقد تطورت المواقف والقبول تجاه الأشخاص من مجتمع المثليين بشكل كبير، على الرغم من أن ثقافة الفحولة ورهاب المثلية لا تزال تماما موجودة في كوبا. في عام 2018، صوتت الجمعية الوطنية لتشريع زواج المثليين وحظر كل تمييز على أساس التوجه الجنسي والهوية الجندرية، مع الاستفتاء على الدستور الذي عقد في فبراير 2019.
تاريخيا، كانت الكراهية العامة تجاه المثليين مرتفعة، مما يعكس المعايير الإقليمية. ولمن خف ذلك منذ عقد 1990. يتم حاليا تنفيذ الحملات التعليمية حول قضايا المثليين من قبل المركز الوطني للتربية الجنسية، برئاسة مارييلا كاسترو، ابنة الرئيس السابق والسكرتير الأول الحالي للحزب الشيوعي الكوبي راؤول كاسترو. تقام مسيرات فخر المثليين في هافانا كل شهر مايو، بالتزامن مع اليوم العالمي لمناهضة رهاب المثلية ورهاب ازدواجية التحول الجنسي ورهاب التحول الجنسي. ينمو الحضور كل عام.

## تاريخ

### كوبا قبل الثورة
في كوبا ما قبل الثورة، كان هناك عدد قليل من الحانات الصديقة للمثليين في المدن الكوبية، مثل «ساينت ميشيل» (بالإنجليزية: St. Michel)‏ و «ديرتي ديك» (بالإنجليزية: the Dirty Dick)‏ و «إل غاتو تويرتو» (بالإسبانية: El Gato Tuerto)‏ في هافانا. ولكن كان لدى كوبا قوانين صارمة تجرم المثلية الجنسية وتستهدف الرجال المثليين بالمضايقة. «[كون] الشخص»maricón«(شاذا) يعني كونه منبوذا اجتماعيا.»
الهويات السرية للمثليات من النساء أو المثليين من الرجال بالمعنى الحديث - الهويات التي تستند إلى تعريف الذات والتي تنطوي على الجوانب العاطفية والجسدية للعلاقات المثلية - كانت نادرة. كان من المفترض أن يكون الولاء الجنسي (وفي حالة النساء، التبعية) للجنس الآخر أمرًا طبيعيًا حتى من قبل المثليين جنسياً. وبالتالي، بالنسبة للعديد من الكوبيين في هذا العصر، كانت المثلية الجنسية مجرد إضافة إلى الأدوار الزوجية العرفية. من بين أمور أخرى، كان مجرد سلعة مربحة من الخيال الجنسي. بالنسبة للغالبية العظمى، جعلت الحياة المثلية الجنسية تجربة مخزية ومليئة بالذنب.
كانت المثلية الجنسية عنصرا من عناصر صناعة الدعارة المزدهرة في كوبا، حيث تم جذب الكثير من الرجال المثليين إلى الدعارة إلى حد كبير للزوار والجنود من الولايات المتحدة. كما تم ربط المثلية الجنسية بالمقامرة والجريمة.

### كوبا بعد الثورة

#### رهاب المثليين ومخيمات العمل خلال عقد 1960
مع استئصال الدافع الربحي، سرعان ما تبخر التسامح السطحي مع الأشخاص المثليين من قبل المجتمع الكوبي المعادي جدا للمثليين. بدأت الهجرة إلى ميامي على الفور، بما في ذلك الرجال والنساء من المثليين والمثليات الذين عملوا في شركات تابعة للولايات المتحدة أو قاموا بأعمال منزلية للبورجوازية الأصلية. انتقل الاشخاص المثليون الذين عاشوا بالفعل إلى حد كبير في الخارج بعيدا بشكل دائم.
رهاب المثلية الموجود بالفعل... أصبح أكثر منهجية وأصبح ذو طابع مؤسساتي. دخل الجندر والجنسانية بشكل صريح في الخطاب السياسي حتى مع استهداف القوانين ذات الصياغة الغامضة بشكل متزايد الرجال الذين ينتهكون الجنس والذين يُعتقد أنهم مثليون جنسياً... في حين أن المثليات بقين مجهولا الهوية وغير مرئيات. بين عامي 1959 و 1980، عانى المثليون من الرجال من مجموعة من النتائج من الخيارات الوظيفية المحدودة إلى الاحتجاز في الشوارع والسجن في معسكرات العمل. ... كان كل من الشعر الطويل، والسراويل الضيقة، والقمصان الملونة، ما يسمى السلوكيات الأنثوية، و «الملابس غير المناسبة»، و «تسريحات الشعر الباهظة» يعتبر كعلامات واضحة على المثلية الجنسية لدى الرجال. هذه العلامات المرئية لا تسهل فقط إنفاذ القمع المثلي؛ على نطاق أوسع، شكلت الرؤية والتعدي على الجندر جزءًا أساسيًا من المشكلة التي حددتها الثورة. حتى خلال أشد فترة التنفيذ، يذكرنل مارفن لينر، لم يكن التعبير الجنسي المثلي الخاص هو الهدف الرئيسي أبدًا. بدلاً من ذلك، «... كان الشاغل الرئيسي، كما كان دائمًا، هو العرض العام للمثلية الجنسية.»

العديد من المثليين التقدميين الذين بقوا في كوبا شاركوا في أنشطة معادية للثورة، بشكل مستقل أو من خلال تشجيع وكالة الاستخبارات المركزية، وتم سجنهم. غزو خليج الخنازير عام 1961، وهجمات الكوماندوز من قواعد ولاية فلوريدا، والتخريب الداخلي الذي ترعاه وكالة المخابرات المركزية، تسبب في قلق متزايد بشأن الأمن القومي في كوبا. أدت المخاوف الواقعية إلى حدوث الخوف المطلق، وكل من كان «مختلفًا» وقع تحت الشك. كان يُنظر إلى الحانات المثلية ومنطقة (بالإسبانية: La Rampa)‏ للبحث عن الجنس المثلي على أنها مراكز للأنشطة المضادة للثورة وبدأت معاملتها كذلك بشكل منهجي. كان ينظر إلى مجتمع المثليين على أنه تهديد للنظام العسكري.
كان لدى حليف كوبا الجديد، الاتحاد السوفياتي، سياسات معادية للمثليين والمثليات، ويرى أن المثلية الجنسية هي نتاج المجتمع الرأسمالي المنحدر السائد في كوبا في الخمسينيات. أدلى فيدل كاسترو بتعليقات مهينة حول المثلية الجنسية. يعكس وصف كاسترو المعجب بالحياة الريفية في كوبا («في الريف، لا يوجد مثليون جنسياً»). معتبرا المثلية الجنسية على أنها الانحطاط البرجوازي، وندد بـ«الشواذ» (بالإسبانية: maricóns)‏ بوصفهم «عملاء للإمبريالية». شرح كاسترو منطقه في مقابلة عام 1965:
"لن يخطر ببالنا أبدًا أن مثلي الجنس يمكن أن يجسد شروط ومتطلبات السلوك التي ستمكننا من اعتباره ثوريًا حقيقيًا، ومقاتلًا شيوعيًا حقيقيًا. انحراف في تلك الطبيعة يصطدم بمفهوم لدينا لما يجب أن يكون عليه الشيوعي المناضل.
وفقا لإيان ومسدين، ازدرى كل من الرجولة الإسبانية التقليدية والكنيسة الكاثوليكية الذكور المؤنثين والسالبين في العلاقات الجنسية لعدة قرون. كان رهاب المثلية التي تم الكشف عنها خلال الثورة مجرد استمرار لثقافة راسخة لمفهوم الفحولة اللاتينية وأدوار الجنسين الجامدة في كوبا ما قبل الثورة. قالت باربرا وينشتاين، أستاذة تاريخ أمريكا اللاتينية بجامعة نيويورك ومحررة مشاركة في مجلة «المراجعة التاريخية لأمريكا اللاتينية»، إن الناس المثليين تم تعريفهم على أنهم منحرفون ولكن ليسوا على أنهم ضعيفون أو مرضى. وزعمت أيضًا أن الطريقة التي أتت بها الثورة الكوبية إلى الحكم أعطتها إحساسًا أقوى بالذكورة أكثر من الثورات الأخرى. امتدت تجربة حرب العصابات إلى الهيكل السياسي وأصبح جيش حرب العصابات نفسه نواة لمجتمع جديد.
كتب الكاتب المثلي الكوبي رينالدو أريناس: «كان عقدًا من الستينيات... بالضبط عندما ظهرت جميع القوانين الجديدة المعادية للمثليين جنسياً، عندما بدأ الاضطهاد وفتحت معسكرات الاعتقال، عندما أصبح الفعل الجنسي من المحرمات بينما تم إعلان» رجل جديد«وتم رفع الرجولة». سُجن أشخاص من المثليين جنسياً بشكل متكرر، لا سيما الذكور المتأنثين، دون تهمة أو محاكمة، واحتُجزوا في معسكرات العمل القسري.
تم إنشاء معسكرات العمل القسري بسرعة «لتصحيح» هذه الانحرافات... المعاملة السيئة واللفظية وحلق الرؤوس والعمل من الفجر حتى الغسق والأراجيح والأرضيات الترابية والغذاء الشحيح... أصبحت المخيمات مزدحمة بشكل متزايد الاعتقال أصبح أكثر ملاءمة...
في عام 1965، تم إنشاء «برنامج الوحدات العسكرية لمساعدة الإنتاج» على مستوى البلاد كشكل بديل للخدمة العسكرية لأفراد الجماعات الدينية السلامية، مثل شهود يهوه، الهيبيز، معارضو الخدمة العسكرية، والرجال المثليين. كان يعتقد أن العمل، إلى جانب الأنظمة الصارمة التي تعمل داخل معسكرات برنامج الوحدات العسكرية لمساعدة الإنتاج، «سيعيد تأهيل» المشاركين. أصبحت المخيمات سيئة السمعة داخل وخارج كوبا. على الرغم من أن المخيمات استهدفت الرجال المثليين أكثر من معظمهم، «لا يوجد أي دليل على أنها [تم إنشاؤها] لأجل مثليي الجنس على وجه الحصر.»
وصف رجل مثلي الجنس كان يعمل في إحدى معسكرات برنامج الوحدات العسكرية لمساعدة الإنتاج الظروف هناك على النحو التالي، «كان العمل صعبا لأنه دائمًا في الشمس. نعمل 11 ساعة في اليوم (قطع الرخام في المحجر) من الساعة السابعة صباحًا إلى الساعة السابعة ليلا، مع استراحة الغداء لمدة ساعة واحدة.» زار فيدل كاسترو أحد مخيمات برنامج الوحدات العسكرية لمساعدة الإنتاج بتخفي لتجربته بنفسه. وتلاه 100 شابا من الرابطة الشيوعية الشابة التي ظلت هويتها سرية أيضًا. في عام 1968، بعد وقت قصير من هذه الزيارات، أغلقت المخيمات. قال كاسترو: «لم تكن وحدات الاعتقال أو العقاب ... لكن بعد زيارة اكتشفت التشويه في بعض الأماكن للفكرة الأصلية، لأنه لا يمكنك إنكار وجود تحيزات ضد المثليين جنسياً. أنا شخصياً بدأت مراجعة لهذه المسألة، واستمرت تلك الوحدات ثلاث سنوات فقط.»
انجذب العديد من الفنانين والمثقفين المثليين مثل رينالدو أريناس إلى الوعد الاشتراكي لمجتمع المساواة، والذي من شأنه أن يمهد الطريق للحرية الثقافية والجنسية والعدالة الاجتماعية. كتب كتاب مثليون إلى حد كبير المجلة الشعبية «إثنين الثورة» (بالإنجليزية: Lunes de Revolución)‏. بدا أن أفكارها الراديكالية تحظى بتأييد الحكومة الكوبية. ولكن بعد عامين من وصول كاسترو إلى السلطة، تم إغلاق هذه المجلة وسط موجة من الرقابة الإعلامية. تعرض كتابها المثليون للعار على الملأ، ورفض النشر أهم، وطردوا من وظائفهم. تم إعادة تعيين البعض للعمل كعمال حارسين وعمال.
وقد تم توثيق هذه الفترة بشكل كبير في وثائقي عقد 1980 سلوك غير لائق، وكتاب السيرة الذاتية للكاتب رينالدو أريناس عام 1992، بعنوان «قبل أن يحل الليل»، وكذلك في رواياته، وأبرزها لون الصيف ووداع للبحر.

### المواقف السلبية خلال معظم عقد 1970
استمر رهاب المثلية في كوبا في السبعينيات، مع ظهور مواقف أكثر تسامحًا في منتصف السبعينيات.
على الرغم من انتهاء «برنامج الوحدات العسكرية لمساعدة الإنتاج» في عام 1968، استمرت المخيمات نفسها. وأصبحت وحدات عسكرية، وتم إرسال نفس النوع من الرجال إلى هناك كما تم إرسالهم إلى معسكرات «برنامج الوحدات العسكرية لمساعدة الإنتاج». والفرق الوحيد هو أن الرجال كانوا يحصلون على راتب يرثى له لساعات عملهم الطويلة والقاسية بينما يعيشون في ظروف صعبة للغاية وغير إنسانية. قام فيلم وثائقي صدر عام 1984 بعنوان «سلوك غير لائق» بإجراء مقابلات مع عدد من الرجال الذين تم إرسالهم إلى هذه المعسكرات. في سيرته الذاتية، «حياتي»، يدعي فيدل كاسترو أن معسكرات الاعتقال استُخدمت بدلاً من المعاملة السيئة التي يتعرض لها المثليون جنسياً في الجيش خلال التدخل الكوبي في أنغولا وغيرها من الصراعات. كان عليهم القيام بمهام شاقة وإيواءهم تقريبًا، لكن بعضهم رأى أنه أفضل من الانضمام إلى الجيش الكوبي لأنه هناك، غالباً ما يتعرضون للإهانة العلنية وتفريغهم من قبل العناصر المعادية للمثليين.
بعد مناقشة المثلية الجنسية في المؤتمر التربوي والثقافي الكوبي في أبريل 1971، أعلن أن المثلية الجنسية انحراف يتعارض مع الثورة. اعتبرت المثلية الجنسية أسبابًا كافية لاتخاذ تدابير تمييزية ضد مجتمع المثليين، وتم إضفاء الطابع المؤسساتي على رهاب المثلية. فقد المعلمون والممثلون والفنانون المثليون والمثليات وظائفهم. طرد المثليون والمثليات من الحزب الشيوعي. تم طرد الطلاب من الجامعة. يُحظر على المثليين التواصل مع الأطفال والشباب. لم يسمح للمثليين بتمثيل بلادهم.
واضطر الأولاد المتأنثون للخضوع للمعالجة بالتبغيض.
بدأت سياسة أكثر تسامحًا في الظهور ببطء في عام 1975.
في عام 1975، حكمت المحكمة الشعبية العليا لصالح مجموعة من الفنانين المثليين المهمشين الذين كانوا يطالبون بالتعويض وإعادة العمل في مكان عملهم. كان قرار المحكمة هو التغيير الأولي في المواقف الرسمية تجاه المثليين والمثليات. في نفس العام، تم تشكيل وزارة جديدة للثقافة تحت قيادة أرماندو هارت دافالوس، مما أدى إلى سياسة ثقافية أكثر ليبرالية. بالإضافة إلى ذلك، تم إنشاء لجنة للتحقيق في المثلية الجنسية، مما أدى إلى إلغاء تجريم العلاقات الجنسية المثلية الخاصة وغير التجارية بين الكبار بالتراضي في عام 1979.

#### التحرر التدريجي خلال عقد 1980
تم طرد المثليين الكوبيين أو اغتنموا الفرصة لمغادرة كوبا خلال ركوب القوارب لمارييل في عام 1980. منذ المراحل المبكرة للهجرة الجماعية، وصفت الحكومة المثليين جنسياً على أنهم جزء من «حثالة» يجب التخلص منها حتى يمكن تطهير المجتمع الاشتراكي. تم إعطاء بعض المثليين إنذارًا إما بالسجن (أو بالسجن لفترات طويلة لمن تم سجنهم بالفعل) أو مغادرة البلاد، على الرغم من أن فيدل كاسترو نفى علنًا أن أي شخص أُجبر على المغادرة.
في عام 1981، ذكرت وزارة الثقافة في منشور بعنوان «في الدفاع عن الحب» أن المثلية الجنسية هي نوع من التوجه الجنسي البشري. جادلت الوزارة بأن التعصب ضد المثليين جنسيا هو موقف غير مقبول ورثته الثورة وأنه ينبغي معارضة جميع العقوبات ضد مثليي الجنس.
في عام 1986، رأت اللجنة الوطنية للتربية الجنسية علانية أن المثلية الجنسية ميل جنسي وأن رهاب المثلية يجب مواجهته بالتعليم ادعى الكاتب المثلي «إيان لومسدن» أنه منذ عام 1986 «لا يوجد دليل كاف لدعم الادعاء بأن اضطهاد المثليين جنسياً لا يزال مسألة سياسة دولة».
في عام 1988، ألغت الحكومة «قانون الأخلاق العامة 1938»، وتلقت الشرطة أوامر بعدم مضايقة المثليين. في مقابلة أجريت عام 1988 مع تلفزيون غاليسيان، انتقد كاسترو المواقف الجامدة التي سادت تجاه المثلية الجنسية.
قرب نهاية الثمانينات، بدأ ظهور الأدب الذي يتحدث عن موضوعات المثليين.

#### المزيد من التحرر السريع منذ عام 1990
في مقابلة أجريت عام 1993 مع مسؤول سابق في حكومة نيكاراغوا، توماس بورخ، أعلن فيدل كاسترو أنه يعارض السياسات ضد المثليين جنسياً لأنه يعتبر المثلية الجنسية توجها طبيعيا يجب احترامه. في نفس العام، تم تنظيم سلسلة من ورش العمل حول التربية الجنسية في جميع أنحاء البلاد تحمل رسالة مفادها أن رهاب المثلية كان تحيزًا. في نفس العام، رفعت الحكومة الحظر المفروض على السماح للأشخاص المثليين والمثليات ومزدوجي التوجه الحنسي والمتحولين جنسيا من الخدمة علنًا في الجيش. منذ عام 1993، يمكن للأشخاص المثليين والمثليات ومزدوجي التوجه الجنسي والمتحولين جنسيا أن يخدموا بشكل مفتوح في القوات المسلحة الثورية الكوبية. ومع ذلك، لا يزال التمييز شائعًا في الجيش الكوبي، لذلك يميل الأشخاص من مجتمع المثليون الذين يخدمون في الجيش إلى إخفاء توجههم الجنسي.
في عام 1994، عرض فيلم روائي طويل الفراولة والشوكولاته، انتجته «سينما كوبا» التي تديرها الحكومة وتوماس غوتيريز أليا، وأظهر شخصية رئيسية مثلية الجنس. انتقد الفيلم طرق التفكير الضيقة والمذهبية في البلاد في سبعينيات القرن الماضي وناقش التحيز ضد المثليين والمعاملة الظالمة التي يتعرض لها المثليون. أثار الفيلم قدرا كبيرا من التعليق والمناقشة بين الجمهور.
في عام 1995، قاد الدراغ كوينز الكوبيون موكب عيد العمال السنوي، وانضم إليه وفدان من المثليين من الولايات المتحدة.
وفقًا لتقرير هيومن رايتس ووتش، «الحكومة [في عام 1997] ... زادت من مضايقتها للمثليين جنسياً، وداهمت العديد من النوادي الليلية المعروفة بكونها تستقبل الزبائن المثليين، وزُعم أنها تضرب وتحتجز العشرات من الزبائن». ذُكر أن المخرج الإسباني بيدرو ألمودوبار كان من بين عدة مئات من الأشخاص المحتجزين في مداهمة على مرقص للمثليين الأكثر شعبية في هافانا، إل بيريكيتون (بالإسبانية: El Periquiton)‏. وفقًا لتقرير صادر عن حكومة الولايات المتحدة، تم تغريم العملاء الكوبيين بالنادي وتحذيرهم من السجن إذا لم يتوقفوا عن إظهار المثلية الجنسية علنًا. تم إطلاق سراح الأجانب المحتجزين بعد فحص مستنداتهم. وورد أن العديد من الزبائن المثليين والمثليات الكوبيين تعرضوا للضرب على أيدي الشرطة. امتدت هذه الحملة إلى أماكن التقاء المثليين المعروفة الأخرى في جميع أنحاء العاصمة، مثل «مي كاييتو» (بالإنجليزية: Mi Cayito)‏، وهو شاطئ شرقي هافانا، حيث تم القبض على المثليين جنسياً أو تغريمهم أو تهديدهم بالسجن.
بعد هذه الحملة، بدأ المثليون جنسيا والمثليات الكوبيون في التستر وسط عمليات المداهمة المتقطعة لمكانات المثليين والمثليات. بدا أن انتقادات كاسترو الظاهرة لتوماس غوتيريز أليا وفيلمه الأخير غوانتاناميرا خلال خطاب ألقاه في فبراير/شباط 1998 أخاف مجتمع المثليين في كوبا. ومع ذلك، استمر عدد من نوادي المثليين السرية في العمل بشكل متقطع في المنازل الخاصة.
في ديسمبر 2000، كان نصف أفلام أمريكا اللاتينية التي عرضت في مهرجان هافانا السينمائي تحتوي على مواضيع المثليين. تُدار مهرجانات أفلام المثليين والمثليات في عدد من المدن الكوبية، وفي أكتوبر 2005، أقيم أسبوع سينما التنوع الجنسي في بينار ديل ريو.
ومع ذلك، في عام 2001، قامت الشرطة بحملة ضد المثليين والمتحولين جنسياً، ومنعتهم من الاجتماع في الشارع، وفرضت عليهم غرامة وأغلقت أماكن الاجتماعات.
في عام 2004، شمل المسلسل التلفزيوني الطويل «حديقة السرخس» (بالإسبانية: El jardín de los helechos)‏ شريكتين مثليتان كجزء من حكاياتها. في نفس العام، ذكرت هيئة الإذاعة البريطانية أن "الشرطة الكوبية أطلقت مرة أخرى حملة ضد المثليين جنسياً، وتحديداً موجهة إلى لابسي ملابس النساء (بالإسبانية: travestis)‏ الذين يعتقلون إذا كانوا يرتدون ملابس نسائية."
زار كارلوس سانشيز، ممثل المؤسسة الدولية للمثليين والمثليات ومزدوجي التوجه الجنسي والمتحولين جنسيا وثنائيي الجنس لمنطقة أمريكا اللاتينية والبحر الكاريبي، كوبا في عام 2004. وأثناء وجوده، سأل عن حالة المثليين والمثليات في البلاد وسأل الحكومة الكوبية لماذا امتنعت عن التصويت على «القرار البرازيلي»، وهو مقترح صدر عام 2003 إلى لجنة الأمم المتحدة لحقوق الإنسان من شأنه أن يعترف رمزياً «بحدوث انتهاكات لحقوق الإنسان في العالم ضد أشخاص بسبب توجههم الجنسي». جادلت الحكومة بأنه يمكن استخدام القرار لمهاجمة الدول العربية وعزلها، بما يتوافق مع «عدوان أمريكا الشمالية ضد أفغانستان والعراق». سأل سانشيز أيضًا عن إمكانية إنشاء منظمة للمثليين في كوبا. وقالت الحكومة إن تشكيل المنظمة سيصرف الانتباه عن الأمن القومي في ضوء التهديدات المستمرة من الولايات المتحدة. بعد لقائه مع بعض الكوبيين المثليين، أبلغ سانشيز بالملاحظات التالية:
1. «لا يوجد قمع مؤسساتي ولا عقابي ضد المثليات والمثليين جنسياً».
2. «لا توجد عقوبات قانونية ضد المثليين.»
3. «الناس خائفون من الاجتماع وتنظيم أنفسهم. إنه يعتمد بشكل أساسي على خبرتهم في السنوات السابقة، ولكن يمكن للمرء أن يفترض أن هذا الشعور سوف يختفي في المستقبل إذا بدأت المثليون والمثليات في العمل واستمروا في العمل وحصلت في نهاية المطاف على الدعم من الحكومة (يقدم المركز الوطني للتربية الجنسية هذا الدعم).»
4. "إن أداء عروض الدراغ كوينز (بالإسبانية: Transformismo)‏ مقبول بشكل جيد من قبل غالبية السكان الكوبيين. "
5. «هناك بالفعل تغيير في الطريقة التي ينظر بها الناس إلى المثلية الجنسية، ولكن هذا لا يعني نهاية التمييز ورهاب المثلية الجنسية. السكان أكثر تسامحًا مع المثليين والمثليات جنسيا».
6. «المثليات والمثليون جنسيا لا يفكرون في النشاط من أجل الحق في الزواج، لأن تلك المؤسسة في كوبا ليس لها نفس القيمة التي تتمتع بها في بلدان أخرى. فالأشخاص غير المتزوجين والمتزوجين يتمتعون بحقوق متساوية».
في عام 2006، بدأ التليفزيون الكوبي الذي تديره الدولة في تشغيل المسلسل التلفزيوني الطويل بعنوان «الوجه الآخر للقمر» (بالإسبانية: La Otra Cara De La Luna)‏ حيث «يكتشف رجل متزوج نفسه» من خلال علاقة جنسية مع صديق ذكر.
في عام 2012، أصبحت أديلا هرنانديز أول شخص من المتحولين جنسياً يشغل مناصب عامة في كوبا، وفازت في الانتخابات كمندوبة في مجلس بلدية كاباريان في مقاطعة فيلا كلارا بوسط البلاد.

#### فيدل كاسترو يتحمل المسؤولية
في سيرته الذاتية «حياتي»، انتقد فيدل كاسترو ثقافة الفحولة الكوبية وحث على قبول المثلية الجنسية. لقد ألقى عدة خطب أمام الجمهور بخصوص التمييز ضد المثليين.
في مقابلة أجراها عام 2010 مع صحيفة «لا جورنادا» المكسيكية، وصف كاسترو اضطهاد المثليين جنسياً أثناء وجوده في السلطة «بظلم كبير، ظلم كبير!» وقال إنه يتحمل المسؤولية عن الاضطهاد، «إذا كان أي شخص مسؤولاً، فهو أنا .... لقد واجهنا الكثير من هذه المشاكل الرهيبة أو مشاكل الحياة أو الموت. في تلك اللحظات، لم أتمكن من التعامل مع هذه المسألة [ المثليين]. لقد وجدت نفسي منغمسًا، بشكل أساسي، في أزمة أكتوبر، في الحرب، في مسائل السياسة». قال كاسترو شخصيًا إن المعاملة السلبية للمثليين في كوبا نشأت عن مواقف ما قبل الثورة من المثلية الجنسية.

## قانونية النشاط الجنسي المثلي
أصبحت العلاقات الجنسية الخاصة وغير التجارية بين البالغين الموافقين المثليين والذين يبلغون من العمر 16 عامًا أو أكثر قانونية في كوبا منذ عام 1979.

## الاعتراف القانوني بالعلاقات المثلية
لا يحظر الدستور الكوبي زواج المثليين. حتى عام 2019، كانت المادة 36 تحتوي على لغة تعرّف الزواج بين الرجل والمرأة. تم إلغاء هذا في استفتاء فبراير 2019. ينص الدستور الحالي على أن «الزواج مؤسسة اجتماعية وقانونية ... ... يقوم على الإرادة الحرة والمساواة في الحقوق والالتزامات والأهلية القانونية للزوجين». ومع ذلك، لا تزال القوانين تحظر زواج المثليين، ولا تعترف الدولة بالاتحادات المدنية أو أي نوع آخر من الشراكات.
بدأت حملة عامة كبرى من قبل مجموعات المثليين في أواخر عام 2017 لتعديل الدستور للسماح بزواج المثليين. في يوليو 2018، وافقت الجمعية الوطنية على مشروع دستور جديد يعترف بزواج المثليين، على الرغم من أن الاقتراح سيحتاج إلى الاستفتاء في 24 فبراير 2019. في سبتمبر 2018، أعرب الرئيس ميغيل دياز كانيل عن دعمه لزواج المثليين.
تحدثت وسائل الإعلام عن «ثورة داخل ثورة» أو عن «ثورة قوس قزح»، وأشارت إلى مدى السرعة التي تغيرت بها طبيعة حقوق المثليين، حيث قامت كوبا منذ بضعة عقود بسجن الرجال المثليين في معسكرات العمل.
في 18 ديسمبر 2018، تم إعلان أن الجمعية الوطنية قد أزالت اللغة من المسودة. وهذا يعني أن زواج المثليين لن يكون محظورًا ولا ينظمه الدستور الكوبي الجديد. صرحت الجمعية الوطنية ومارييلا كاسترو بأنه سيتم تشريع زواج المثليين من خلال تعديل قانون الأسرة بدلاً من ذلك. في مارس 2019، بدأت الحكومة مشاورات شعبية للنظر في تقنين زواج المثليين في قانون الأسرة، وبعد استشارة شعبية مطولة شملت 80 ألف اجتماع في مجالس المدن وتلقي 300 ألف اقتراح من الجمهور، صيغ القانون الجديد وأجري استفتاء شعبي علىه في سبتمبر، وأعلنت نتيجته يوم في 29 سبتمبر 2022، بقبول أغلبية بلغت الـ66% القانون الجديد. ويعيد هذا القانون تعريف الزواج نفسه على أنه ارتباط بين «شخصين»، مانحاً بذلك الأزواج المثليين حقوقاً تساوي حقوق الغيريين، كما يعزز حقوق الأطفال والمسنين وذوي الاحتياجات الخاصة، ويسمح بالاعتراف بعدة آباء وأمهات إلى جانب الأبوين البيولوجيين، وبالحمل لفائدة الغير إذا كان دون غايات مادية.

## الحماية من التمييز
يحظر القانون التمييز في العمل بسبب التوجه الجنسي. لا يشمل قانون العمل (بالإسبانية: Código de Trabajo)‏ الهوية الجندرية، كما أن القانون لا يعالج التمييز ضد المثليين في قطاعات أخرى من المجتمع - مثل التعليم والإسكان والمرافق العامة. سعت مارييلا كاسترو، مديرة المركز الوطني للتربية الجنسية، إلى حظر التمييز في العمل على أساس الهوية الجندرية، وحالة فيروس نقص المناعة البشرية والإعاقة، لكن تم رفض هذا.
في يوليو 2018، تم طرد شريكين مثليين، براين كانيليس وأريان أبريو، من حانة في هافانا بعد أخذ صورة شخصية وهما يقبلان بعضهما. طلب منهم عامل في الحانة المغادرة، قائلاً: «لا تهتم الحانة بالمثليين العامة. لا نريد هذه السمعة». تم انتقاد القضية على نطاق واسع. بعد يومين فقط من الحادث، نشرت الجريدة الرسمية في كوبا مرسومًا ينص على أنه يمكن تغريم 1,000 بيزو كوبي (حوالي 860 يورو/ 1,000 دولار أمريكي) وإغلاق أي عمل تجاري يكتشف أنه يميز ضد العملاء على أساس جنسهم أو توجههم الجنسي.
يحظر الدستور الكوبي، المعدل في عام 2019، جميع أشكال التمييز على أساس الجنس والهوية الجندرية والتوجه الجنسي، من بين أمور أخرى. تنص المادة 42 على ما يلي:
| معاملة المثليين في كوبا | "جميع الناس متساوون أمام القانون، ويتلقون نفس الحماية والمعاملة من السلطات، ويتمتعون بنفس الحقوق والحريات والفرص، دون أي تمييز لأسباب تتعلق بالجنس أو الجندر أو التوجه الجنسي أو الهوية الجندرية أو العمر أو الأصل العرقي، لون البشرة أو المعتقد الديني أو الإعاقة أو الأصل القومي أو الإقليمي أو أي حالة أو ظرف شخصي آخر ينطوي على تمييز يضر بالكرامة الإنسانية." | معاملة المثليين في كوبا |

## الظروف الاجتماعية

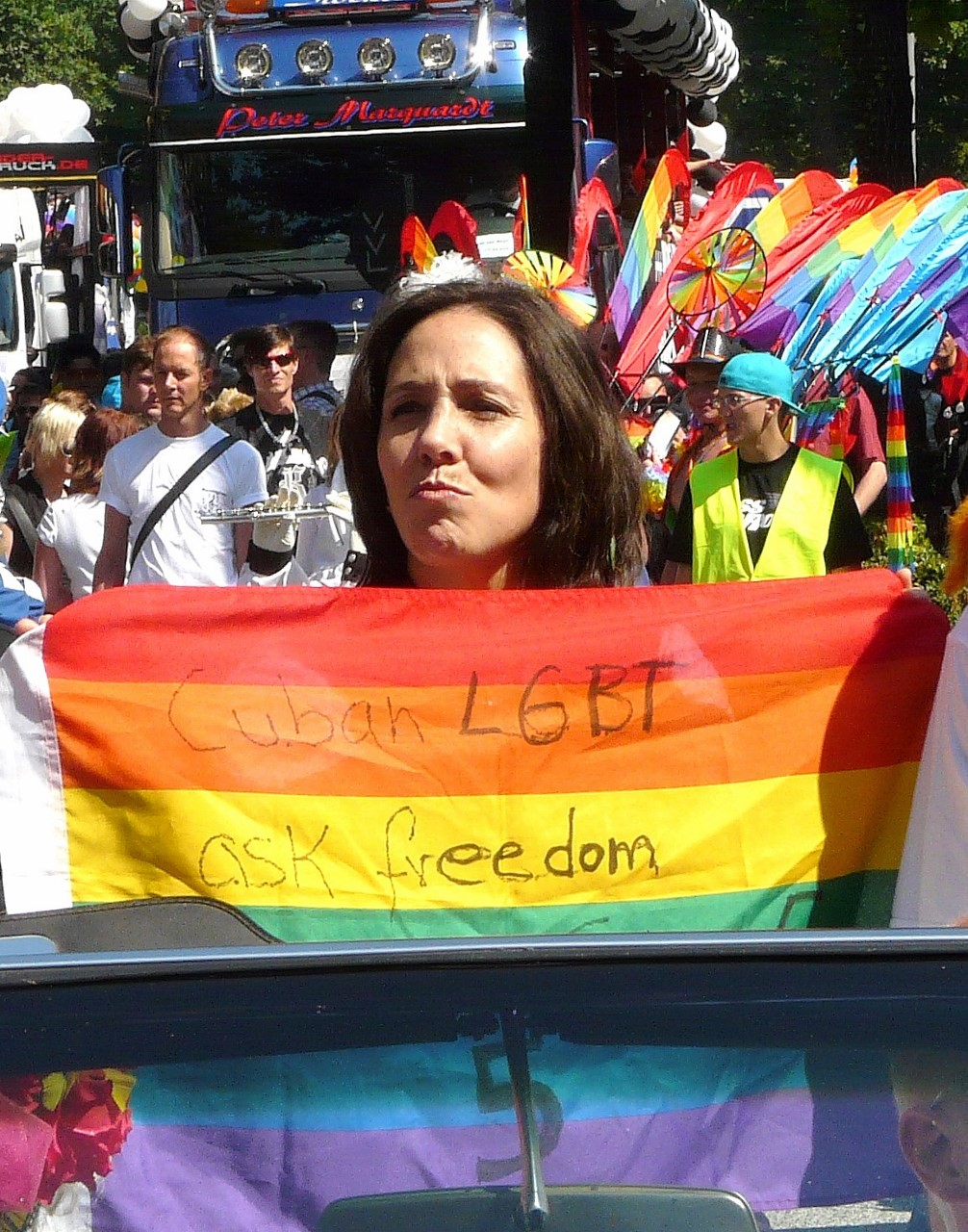
مارييلا كاسترو، ابنة راؤول كاسترو، مغايرة التوجه الجنسي، واحدة من أبرز نشطاء المثليين في كوبا.

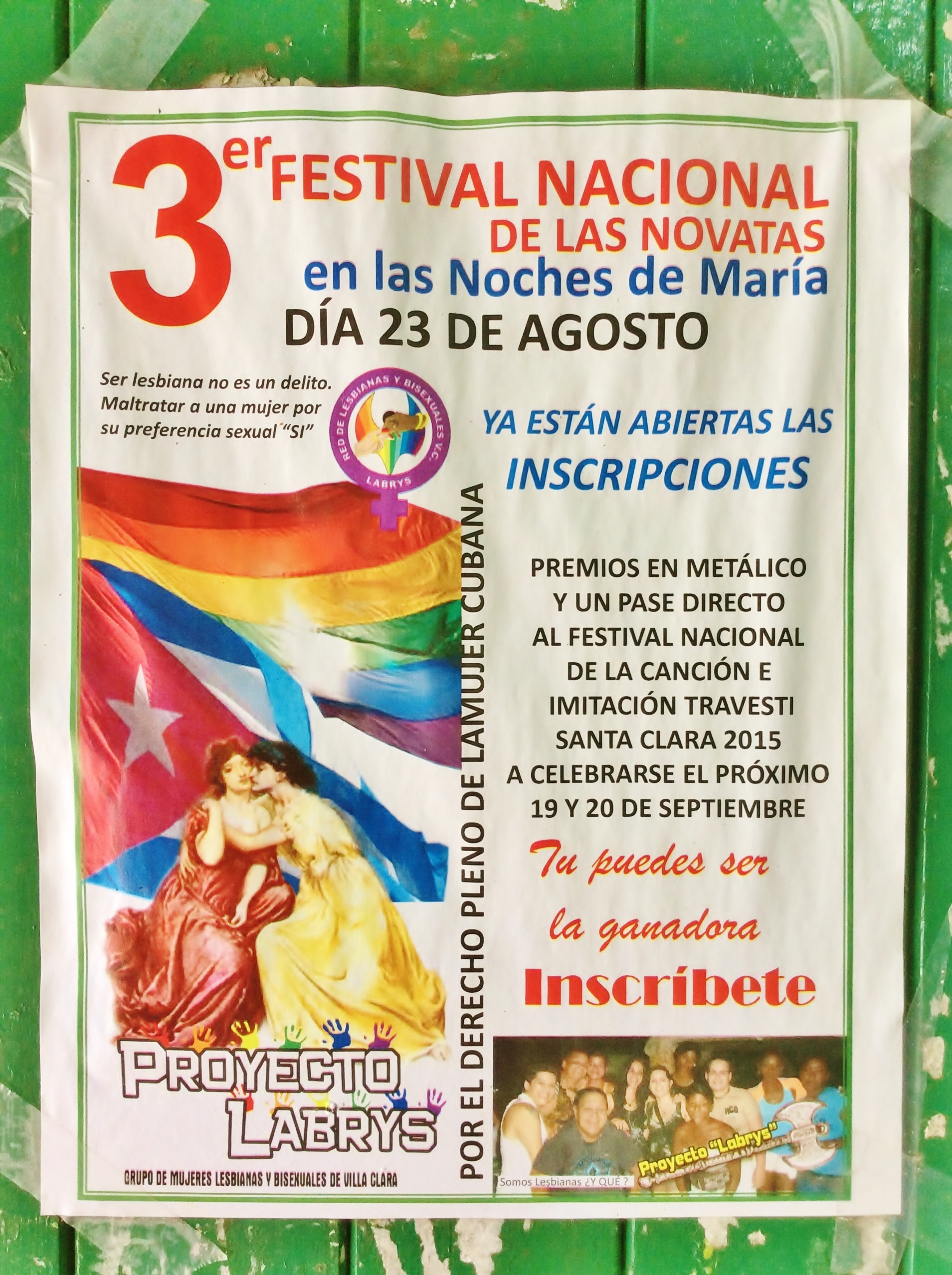
ملصق لمهرجان لابسي ملابس النساء ينظمه «مجموعة النساء المثليات ومزدوجات التوجه الجنسي» Grupo de Mujeres Lesbianas y Bisexuales في سانتا كلارا.

### حرية تكوين الجمعيات
وفقًا المؤسسة الدولية للمثليين والمثليات ومزدوجي التوجه الجنسي والمتحولين جنسيا وثنائيي الجنس وغيرها من المصادر، فإن منظمة المثليين والمثليات الوحيدة في كوبا، الجمعية الكوبية للمثليين والمثليات، تم تشكيلها في عام 1994 من قبل ثمانية عشر شخصًا ولكن تم إغلاقها فعليًا واعتقل أعضاؤها في عام 1997.
منذ عام 2008، قام المركز الوطني للتربية الجنسية برعاية بعض المهرجانات ومسيرات فخر المثليين.
في عام 2013، توجت الاحتفالات باليوم الدولي لمناهضة رهاب المثلية بأسبوع من عروض الدراغ كوين والمسيرات الملونة والأحداث الاجتماعية والثقافية في هافانا. تم عقد الأحداث كل عام منذ ذلك الحين.

### نحن نحب أيضا
في عام 2015 ، تم تمويل مشروع «نحن نحب أيضا» (بالإسبانية: Nosotros también amamos)‏ الذي يدعو إلى تقنين زواج المثليين، من قبل منظمات حقوق الإنسان «التيار المريخي» (بالإسبانية: Corriente Martiana)‏ و«المؤسسة الكوبية لحقوق مجتمع المثليين والمثليات ومزدوجي التوجه الحنسي والمتحولين جنسيا» (بالإسبانية: Fundación Cubana por los Derechos de la comunidad de Lesbianas، Gay، Bisexuales، Trans e Intersex (LGBTI))‏ ومشروع المثليين «شوي تويكس» (بالإسبانية: SHUI TUIX)‏.
في يونيو 2016، أعلن «بابل» (بالإنجليزية: Babel)‏، وهو مشروع كوبي ثقافي-اجتماعي، «جميع الناس متساوون في الكرامة والحقوق بما يفرق بيننا كالعنصرية أو لون البشرة أو الجنس أو الأصل القومي أو التفضيلات السياسية أو الدينية أو الإيديولوجية أو الجنسية، بين أشياء أخرى».

## الأعمال

### الأفلام
- الأفلام الوثائقية، ل«ليزات فيلا»

«والأنثى هي روحي»  (بالإسبانية: Y hembra es el alma mía)‏ (1992) و «الجنسانية: حق الحياة» (بالإسبانية: Sexualidad: un derecho a la vida)‏ (2004)، والذي لمحة عن حياة الكوبيين المتحولين جنسيا من الذكور إلى الإناث و ولابسو لباس الجنس الآخر.
- سلوك غير لائق (بالإسبانية: Mauvaise Conduite)‏ هو فيلم وثائقي لعام 1984 من إخراج نستور ألمندروس وأورلاندو خيمينيز ليل عن معسكرات العمل ل«برنامج الوحدات العسكرية لمساعدة الإنتاج».
- قبل أن يحل الليل (2000)، من إخراج جوليان شنابل، يقوم على السيرة الذاتية لرينالدو أريناس بقبل أن يحل الليل.
- يركز الفراولة والشوكولاته (بالإسبانية: Fresa y Chocolate)‏ (1993) للمخرج توماس غوتيريز أليا وخوان كارلوس تابيو، على علاقة متعارضة بين طالب ماركسي ملتزم وفنان مثلي الجنس. كان أول فيلم كوبي يتم ترشيحه لجائزة الأوسكار لأفضل فيلم أجنبي.

### الكتب
- «غضب الخطاب البشري» (بالإسبانية: Furia del Discurso Humano)‏ هي رواية من تأليف ميغيل كوريا موخيكا، مؤلف كتاب «من شمال النار» (بالإسبانية: Al Norte del Infierno)‏ الشهير الذي يتناول موضوع اضطهاد المثليين جنسياً في كوبا.[63]

## ملخص
| قانونية النشاط الجنسي المثلي                                                             | (منذ عام 1979)    |
| المساواة في السن القانوني للنشاط الجنسي                                                  | (منذ عام 1979)    |
| قوانين مكافحة التمييز في التوظيف                                                         | (منذ عام 2013)    |
| قوانين مكافحة التمييز في توفير السلع والخدمات                                            | (منذ عام 2018)    |
| قوانين مكافحة التمييز في جميع المجالات الأخرى (تتضمن التمييز غير المباشر، خطاب الكراهية) | (منذ عام 2019)    |
| قوانين مكافحة أشكال التمييز المعنية بالهوية الجندرية                                     | (منذ عام 2019)    |
| زواج المثليين                                                                            | (منذ سبتمبر 2022) |
| الاعتراف القانوني بالعلاقات المثلية                                                      | (منذ سبتمبر 2022) |
| السماح بالتبني للشخص العازب بغض النظر عن التوجه الجنسي                                   | No                |
| تبني أحد الشريكين للطفل البيولوجي للشريك الآخر                                           | (منذ سبتمبر 2022) |
| التبني المشترك للأزواج المثليين                                                          | (منذ سبتمبر 2022) |
| يسمح للمثليين والمثليات ومزدوجي التوجه الجنسي الخدمة علناً في القوات المسلحة              | (منذ عام 1993)    |
| الحق بتغيير الجنس القانوني                                                               | (منذ عام 2008)    |
| علاج التحويل محظور على القاصرين                                                          |                   |
| الحصول على أطفال أنابيب للمثليات                                                         | No                |
| الأمومة التلقائية للطفل بعد الولادة                                                      | No                |
| تأجير الأرحام التجاري للأزواج المثليين من الذكور                                         | (منذ سبتمبر 2022) |
| السماح للرجال الذين مارسوا الجنس الشرجي التبرع بالدم                                     | Yes               |